# Böhm-Ermolli Hadseregcsoport
A Böhm-Ermolli Hadseregcsoport (németül: Heeresgruppe Böhm-Ermolli) az Osztrák-Magyar Hadsereg hadseregcsoportja volt, amely a keleti fronton harcolt Oroszország ellen 1915. szeptember 19. és 1916. július 25. között, majd 1916. október 4. és 1918. január 24. között az első világháború alatt. Parancsnoka Eduard von Böhm-Ermolli volt.

## Összetétel 1915. szeptembertől 1916. júliusig
- Az osztrák-magyar 1. hadsereg (Puhallo Pál)
- Az osztrák-magyar 2. hadsereg (Eduard von Böhm-Ermolli )

## Összetétele 1916. októbertől 1918. januárig
- Az osztrák-magyar 2. Hadsereg (Eduard von Böhm-Ermolli)
- A német Déli Hadsereg ( Felix Graf von Bothmer)
- Az osztrák-magyar 3. hadsereg (Tersztyánszky Károly)